# Cwi Kurland
Cwi Kurland lub Ze’ew Kurland, Zev Kurland, Zew Kurland (ur. 18??, zm. 2 sierpnia 1943 w Treblince) – polski Żyd, jeden z przywódców powstania w Treblince.
Pochodził z Warszawy (według relacji Stanisława (Szulema) Kona). W obozie zagłady w Treblince był kapo „Lazaretu”, czyli miejsca, do którego po przybyciu transportów kierowano chorych i tam rozstrzeliwano. Od początku należał do obozowej konspiracji. Był członkiem Komitetu Konspiracyjnego. Według relacji w przeddzień zaplanowanego buntu, Kurland odebrał od przyszłych powstańców przysięgę w tzw. „dolnym obozie”. Zginął w trakcie powstania w Treblince. 